# XXVIII. Parteitag der KPdSU

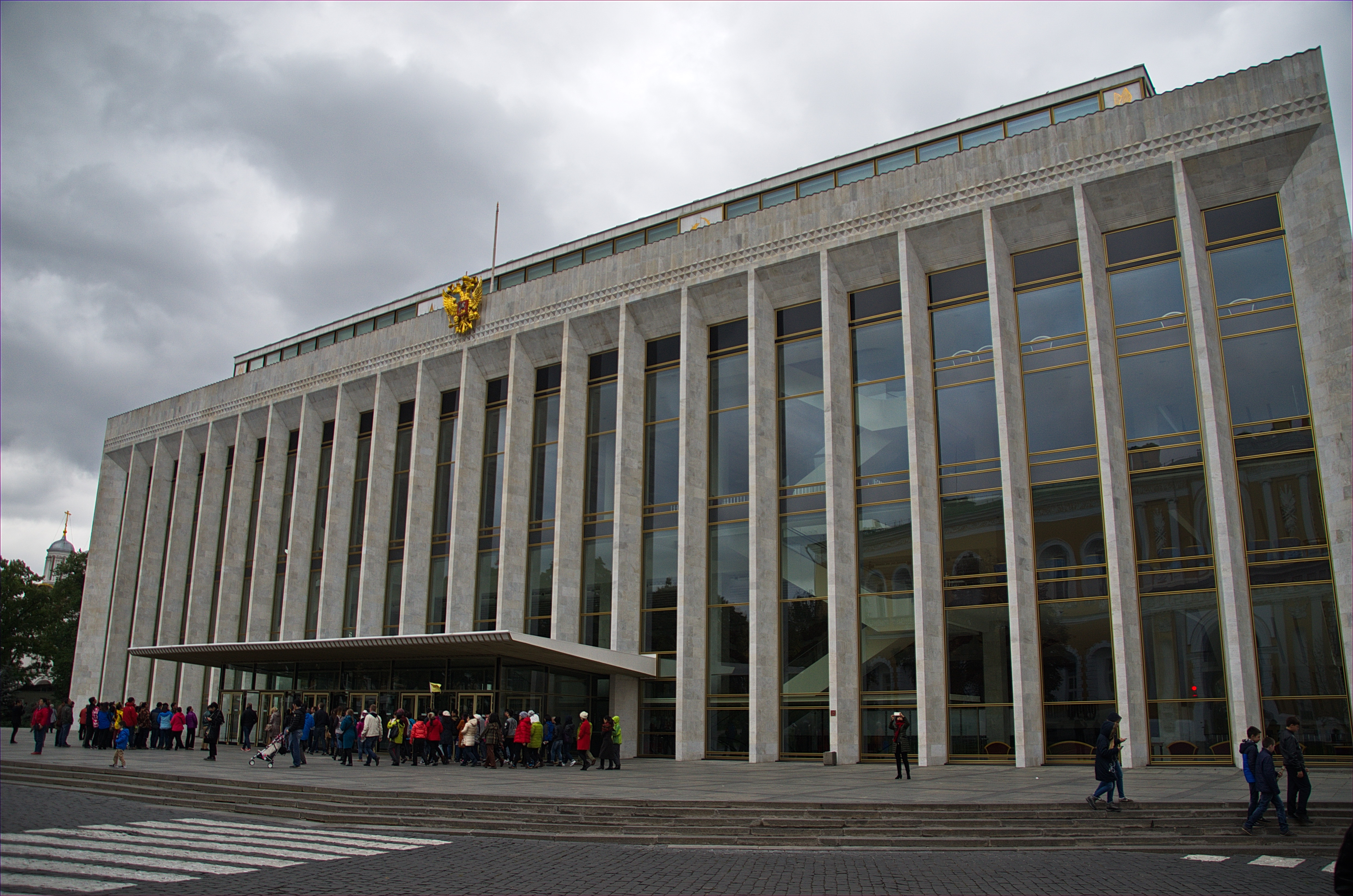
Staatlicher Kremlpalast (der Ort des Parteitags)

Der XXVIII. Parteitag der KPdSU (28. Parteitag der KPdSU, russisch XXVIII съезд КПСС XXVIII sjesd KPSS) vom 2. bis 13. Juli 1990 in Moskau war der letzte Parteitag der Kommunistischen Partei der Sowjetunion (KPdSU) vor der Parteiauflösung zur Zeit des Zerfalls der Sowjetunion.

## Vorgeschichte
Die Reformen von 1985–1991 in der UdSSR, bekannt als Perestroika, schlugen eine neue Seite in der Geschichte Russlands auf. Sie dienten als Katalysator für die nachfolgenden Transformations- und Umgestaltungsprozesse Russlands, die das Land in geopolitischer, sozialer, politischer und wirtschaftlicher Hinsicht in einen neuen Staat verwandelten.

## Der Parteitag
Der Parteitag fand wenige Monate nach der Aufhebung des Artikels 6 der sowjetischen Verfassung durch den III. Kongress der Volksdeputierten der Sowjetunion statt, der der Partei ein Monopol der politischen Macht garantierte.
Schon die Eröffnung des Kongresses begann mit einem kleinen Skandal: Einer der Delegierten, der zu Beginn des Kongresses das Wort ergriff, schlug vor, dass der Kongress Michail Gorbatschow sofort zum Rücktritt auffordern solle.
Im Laufe der Arbeit kristallisierten sich drei offen gegensätzliche Plattformen heraus: die „offizielle“, die von Generalsekretär Michail Gorbatschow und seinen Anhängern vertreten wurde, die „demokratische“ und die „orthodoxe“ marxistische. Die letztgenannte, konservative Komponente wandte sich insbesondere gegen die Abschaffung von Artikel 6 und führte dies auf die wachsende wirtschaftliche, interethnische und kulturelle Krise zurück, die das Land befallen hatte. Eine andere Meinung vertraten die Demokraten, die durch den Mund von Boris Jelzin die Umbenennung der KPdSU in Sozialdemokratische Partei und das Zugeständnis der Fraktionsfreiheit vorschlugen. Die Versammlung lehnte die Anträge ab und Jelzin nutzte die Parteitagstribüne, um seinen Austritt aus der KPdSU bekannt zu geben. Auf konservativer Seite gab es einen Versuch, Jegor Ligatschow zum stellvertretenden Parteivorsitzenden zu wählen, der jedoch scheiterte.
Der Parteitag wählte das neue 412-köpfige Zentralkomitee und die 165-köpfige Zentrale Kontrollkommission; es billigte auch die von Gorbatschow vorgeschlagene programmatische Resolution mit dem Ideal eines „humanen und demokratischen Sozialismus“, die die Partei auf sozialdemokratische ideologische Positionen verlegte und die Legitimität des politischen Pluralismus und einer gemischten Wirtschaft sanktionierte.